# Блумфілд (округ Вошара, Вісконсин)
Блумфілд (англ. Bloomfield) — місто (англ. town) в США, в окрузі Вошара штату Вісконсин. Населення — 1054 особи (2020).

## Демографія
Згідно з переписом 2010 року, у місті мешкали 1052 особи в 415 домогосподарствах у складі 316 родин. Було 518 помешкань
Расовий склад населення:
| - 98,2 % — білих - 0,2 % — корінних американців - 0,1 % — чорних або афроамериканців - 0,1 % — азіатів |

До двох чи більше рас належало 1,2 %. Частка іспаномовних становила 1,4 % від усіх жителів.
За віковим діапазоном населення розподілялося таким чином: 20,4 % — особи молодші 18 років, 63,9 % — особи у віці 18—64 років, 15,7 % — особи у віці 65 років та старші. Медіана віку мешканця становила 45,1 року. На 100 осіб жіночої статі у місті припадало 111,7 чоловіків;  на 100 жінок у віці від 18 років та старших — 112,4 чоловіків також старших 18 років.
Середній дохід на одне домашнє господарство  становив 68 691 долар США (медіана — 50 833), а середній дохід на одну сім'ю — 84 091 долар (медіана — 81 667). Медіана доходів становила 57 708 доларів для чоловіків та 41 528 доларів для жінок. За межею бідності перебувало 7,8 % осіб, у тому числі 7,8 % дітей у віці до 18 років та 9,0 % осіб у віці 65 років та старших.
Цивільне працевлаштоване населення становило 504 особи. Основні галузі зайнятості: виробництво — 26,0 %, освіта, охорона здоров'я та соціальна допомога — 17,1 %, будівництво — 11,9 %, науковці, спеціалісти, менеджери — 8,9 %.